# Billingsfors
Billingsfors är en tätort i Bengtsfors kommun.
Genom samhället går järnvägen Dal–Västra Värmlands Järnväg med anhalt Billingsfors station.
Orten är känd för sitt pappersbruk, Billingsfors bruk, som är beläget vid Laxsjön. Dalslands kanal passerar pappersbruket i stigningen mellan Laxsjön och Bengtsbrohöljen. Denna stigning har tre slussar. Forssträckan mellan Bengtsbrohöljen och Laxsjön kallas Höljerudsforsarna och är ett naturreservat.
Strax intill pappersbruket ligger Billingsfors kyrka, uppförd 1763. Kyrkan ägdes från början av Billingsfors bruk och uppfördes troligen av brukets snickare. Vid Billingsholms herrgård intill bruksområdet ligger en park som även inrymmer Billingsfors friluftsteater.
Billingsfors anlades som järnbruk 1738 och en ämneshammare samt manufaktursmedjor uppfördes. Senare tillkom ett färgeri, kvarnar, ett tegel- och ett pappersbruk. 1832 anlades även en masugn men i slutet av 1800-talet lades järnbruket ned och ersattes av en cellulosafabrik. 1889 tillkom ett träsliperi.

## Befolkningsutveckling
| Befolkningsutvecklingen i Billingsfors 1950–2020        | Befolkningsutvecklingen i Billingsfors 1950–2020 | Befolkningsutvecklingen i Billingsfors 1950–2020 | Befolkningsutvecklingen i Billingsfors 1950–2020 | Befolkningsutvecklingen i Billingsfors 1950–2020 |
| ------------------------------------------------------- | ------------------------------------------------ | ------------------------------------------------ | ------------------------------------------------ | ------------------------------------------------ |
|                                                         |                                                  |                                                  |                                                  |                                                  |
| År                                                      |                                                  |                                                  | Folkmängd                                        | Areal (ha)                                       |
| 1950                                                    | 1950                                             |                                                  | 1 185                                            | ##                                               |
| 1960                                                    | 1960                                             |                                                  | 1 406                                            |                                                  |
| 1965                                                    | 1965                                             |                                                  | 1 642                                            |                                                  |
| 1970                                                    | 1970                                             |                                                  | 1 807                                            |                                                  |
| 1975                                                    | 1975                                             |                                                  | 1 963                                            |                                                  |
| 1980                                                    | 1980                                             |                                                  | 1 836                                            |                                                  |
| 1990                                                    | 1990                                             |                                                  | 1 675                                            | 227                                              |
| 1995                                                    | 1995                                             |                                                  | 1 509                                            | 227                                              |
| 2000                                                    | 2000                                             |                                                  | 1 358                                            | 233                                              |
| 2005                                                    | 2005                                             |                                                  | 1 195                                            | 233                                              |
| 2010                                                    | 2010                                             |                                                  | 1 134                                            | 232                                              |
| 2015                                                    | 2015                                             |                                                  | 1 108                                            | 160                                              |
| 2020                                                    | 2020                                             |                                                  | 1 141                                            | 164                                              |
| Anm.: ## Som tätort/befolkningsagglomeration 1920–1950. |                                                  |                                                  |                                                  |                                                  |

## Föreningar

### Idrott och hälsa
Från orten kommer fotbollslaget Billingsfors IK som låg en säsong i allsvenskan och tog tre poäng, och spelade säsongen 2020 i Division 6 Dalsland i samarbete med Ärtemarks IF. Filmen Offside från 2006, som är inspelad huvudsakligen i Billingsfors
Innebandylaget Buffalo Billingsfors IBK spelar i Division 3 kommande säsong 2019-2020.
Föreningen Mic's Gym (då kallad Budo Gym) grundades 1981 av Christer Eriksson. Föreningen vistades i byggnaden "Straffet", men bytte 1991 lokal till Lövåsenskolan och även föreningens namn ändrades det året. Namnet är en förkortning för Margareta, Irma, Christer. Mic's Gym har flera styrkelyftare på SM-nivå och med SM-tecken.[källa behövs]

### Övriga
Billingsfors för alla är en samhällsförening som startades 2007 och har aktivt jobbat för att göra Billingsfors mer attraktivt och trevligare att bo i. De hade stora planer från början på att skapa ett stort grönområde ut mot Laxsjön men det gick i stöpet och förening låg vilande i några år. 2021 startade några nya människor upp föreningen igen som nu hoppas kunna utveckla samhället.
Billingsfors teatersällskap har funnits i många år och sätter då och då upp föreställningar på Billingsfors friluftsteater. Det förekommer även konserter och andra evenemang där.

## Samhället

### Handel
Billingsfors har ett litet centrum norr om järnvägsstationen vid busshållplatsen "Centrum". Där ligger bland annat en Ica-butik (tidigare Matpunkten). Byggnaden bredvid Ica innehöll länge en Konsumbutik.
Ortens konsumentkooperativa rörelse har sitt ursprung i brukshandeln, som under brukets tidiga år drevs av bruket självt.  År 1902 bestämdes det dock att rörelsen skulle tas över av arbetarna och Billingsfors arbetares handelsaktiebolag bildades för detta ändamål. Verksamheten kom igång den 1 oktober 1902. Brukshandeln tog även över hotellet från bruket. Den 1 september 1931 gick handelsbolaget samman med Bengtsfors kooperativa handelsförening för att bilda Konsumtionsföreningen Norra Dal. Den 15 april 1940 invigde Konsum Norra Dal en ny och för tiden modern Konsumbutik centralt i Billingsfors. Bygget hade pågått sedan juli 1939 och arkitekt var Sune Flök vid KFAI. Konsum Norra Dal uppgick senare i Konsum Bohuslän-Dal, senare Konsum Bohuslän-Älvsborg. Den 30 juni 2004 lades den dåvarande Konsumbutiken ner då den led av dålig lönsamhet och Konsum Bohuslän-Älvsborg bedömt att den inte kunde utvecklas.

## I media
Författaren Göran Tunström bodde tidvis i Billingsfors hos sin morfar Oskar Persson, om vilken Tunström skriver i Prästungen. I diktsamlingen Samtal med marken ger Tunström vittnesmål om morfaderns livslånga slit med kolskyffeln i pappersbruket.
Filmerna Smala Sussie, Offside och Bröllopsfotografen är delvis inspelade i Billingsfors.
Huvudpersonen i Tjenare kungen (2005), som utspelar sig 1982, bor inledningsvis i Billingsfors.